# Xpeng G9
La Xpeng G9 è un'autovettura elettrica prodotta dalla casa automobilistica cinese Xpeng a partire dal 2021.

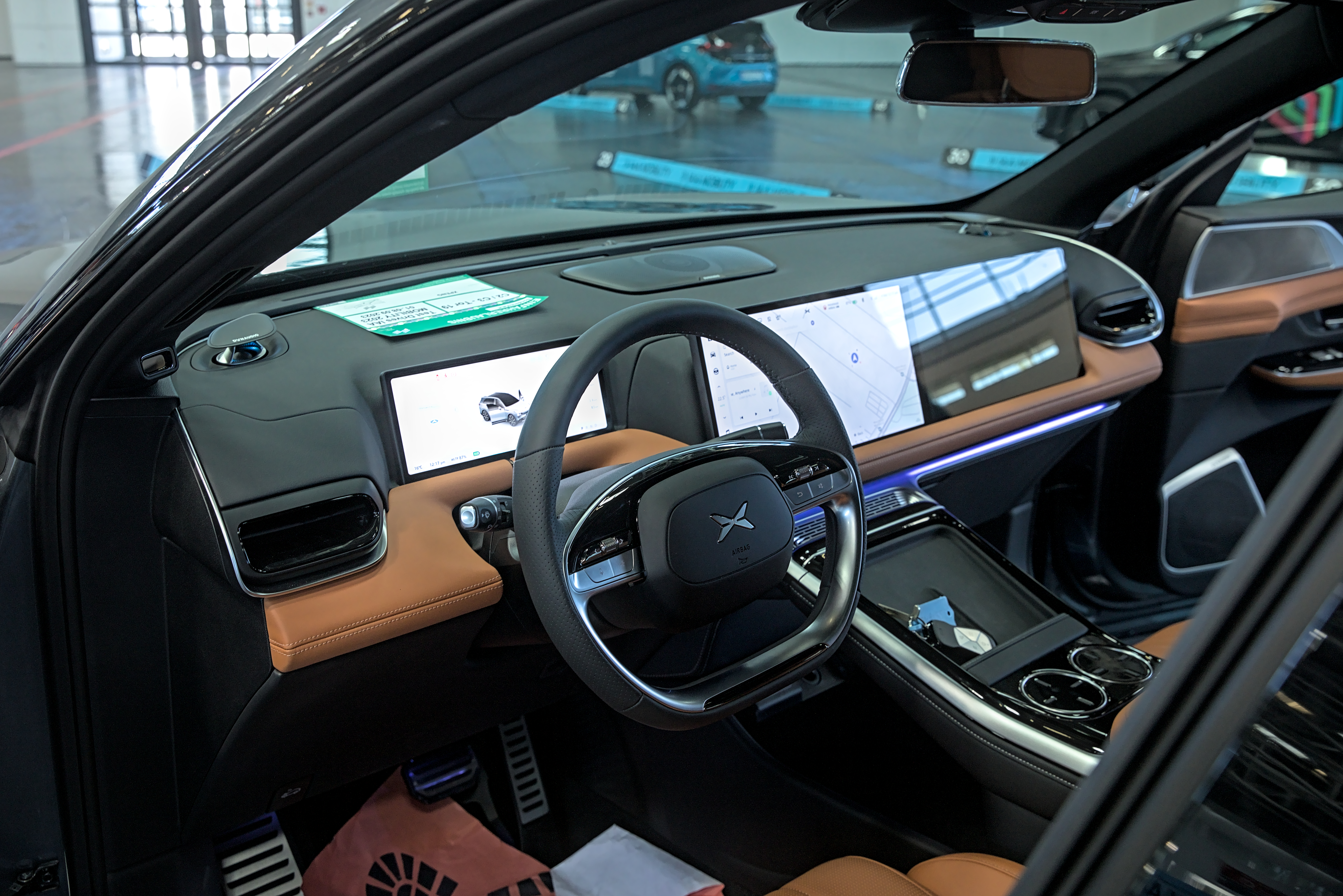
Interni

## Contesto
La G9 è stata presentata a novembre 2021 durante il salone di Guangzhou ed è il primo veicolo della Xpeng a essere concepito e progettato fin dall'inizio sia per il mercato nazionale cinese che per quello di esportazione internazionale.

## Descrizione
Xpeng G9 è il quarto veicolo prodotto dalla Xpeng, dopo il crossover compatto G3, la berlina di medie dimensioni P7 e la berlina compatta P5. La G9 è conforme agli standard di progettazione in materia di sicurezza nell'ambito dei nuovi programmi di valutazione delle autovetture in Cina e nell'Unione europea, nonché conforme agli standard di certificazione dei veicoli dell'UE. La G9 soddisfa anche i requisiti di sostenibilità ambientale richiesti dall'UE, con un tasso di riciclabilità delle parti del veicolo che va dall'85 al 95 percento, secondo quanto dichiarato dalla casa madre.
L'Xpeng G9 è dotato di un'architettura elettrica che si basa sulla piattaforma dedicata SiC, che lo rende compatibile con i caricatori di nuova generazione che tramite l'architettura da 800 volt possono caricare le batterie ottenendo fino a 124 miglia di autonomia in 5 minuti di ricarica. La G9 è dotata di chip Nvidia Drive Orin che sono in grado di eseguire circa 508 trilioni di operazioni al secondo e fornito di intelligenza artificiale che può essere aggiornato over the air. Il G9 utilizza una telecamera frontale da 8 mega pixel e telecamere da 2,9 mega pixel per  i lati sinistro e destro del veicolo, nonché le dei sensori lidar incorporati nei fari anteriori per effettuare scansioni tridimensionali.
Viene spinta da due motori elettrici con potenza combinata di 405 kW (551 CV) e capacità di traino fino a 1.500 kg. La velocità massima è limitata a 200 km/h.